# توموكو ناكا
توموكو ناكا (باليابانية: 中友子) مواليد 22 مارس 1963، هي مؤدية أصوات يابانية.

## أعمال

### أنمي
- ماروكو الصغيرة
- دروب ريمي
- موكا موكا
- ون بيس
- رحلة بورفي الطويلة

## وصلات خارجية
- توموكو ناكا على موقع IMDb (الإنجليزية)
- توموكو ناكا على موقع ميوزك برينز (الإنجليزية)
- توموكو ناكا على موقع قاعدة بيانات الفيلم (الإنجليزية)
- توموكو ناكا على موقع كينوبويسك (الروسية)
- توموكو ناكا على موقع ANN person (الإنجليزية)